# 服部賢
服部 賢（はっとり まさる、1936年 - ） は、日本の機械工学者。専門は熱工学。長岡技術科学大学学長や、日本熱物性学会会長を務めた。

## 人物・経歴
1959年東京工業大学理工学部機械工学科卒業、宇部興産（現・UBE）株式会社入社。1963年東京工業大学理工学部助手。
1974年東京工業大学より工学博士の学位を取得。1978年長岡技術科学大学助教授。1980年長岡技術科学大学教授。1995年長岡技術科学大学副学長。1997年長岡技術科学大学学長。2000年日本熱物性学会会長。
熱工学分野に係る業績から2002年に日本熱物性学会賞功労賞を受賞。2003年長岡技術科学大学名誉教授。2004年株式会社ホクギン経済研究所顧問。国際協力事業団タイ王国パトムワン工業高等専門学校拡充計画プロジェクト終了時評価調査団団長、財団法人エヌ・エス知覚科学振興会理事なども務めた。平成23年度秋の叙勲で瑞宝中綬章を受章。